# Gonomyia (Leiponeura) puella
Gonomyia (Leiponeura) puella is een tweevleugelige uit de familie steltmuggen (Limoniidae). De soort komt voor in het Neotropisch gebied.